# Mesit Benschův
Mesit Benschův (Monias benschi) je druh ptáka z čeledi mesitovití (Mesitornithidae), jediný druh rodu Monias, madagaskarský endemit.

## Výskyt
Mesit Benschův je endemit ostrova Madagaskar, žije v úzkém pásu při jihozápadním pobřeží ostrova, který je asi 30-60 km široký a 200 km dlouhý. Severní a jižní hranici areálu výskytu tvoří řeky Mangoky a Fiherenana. Biotop mesita Benschova představují primárně trnité suché lesy, tvořené především stromy z rodu Didierea (čeleď didiereovité).

## Popis
Mesit Benschův je asi 32 cm dlouhý pták, jenž vzhledem připomíná chřástala. Vyznačuje se dlouhými narůžovělými končetinami a širokým ocasem. Zbarvení je na vrchní straně těla šedavě hnědé, spodní partie jsou bělavé a doplňují je výrazné skvrnky. Ty jsou v případě samců černé, zatímco samice mají skvrnitý vzor rezavý. Peří na hlavě je šedohnědé, přes hlavu se táhne tenký bělavý pásek. Zobák má červené zbarvení s černou špičkou. Nedospělí jedinci mají ve srovnání s dospělci zbarvení méně výrazné.

## Chování
Mesit Benschův je mezi mesity nejsociálnějším druhem, pohybuje se ve skupinkách, které může tvořit až desítka jedinců. Ačkoli je tento pták schopen letu, létá jen zřídka a pohybuje se převážně na zemi. Jedná se o rychlého běžce. Na zemi hledá rostlinnou i živočišnou potravu, tj. bezobratlé, semena i menší plody. Mesit Benschův hnízdí ve spolupracujících skupinkách, které si nárokují území o rozloze 7 až 21 hektarů. Jednotlivé skupinky může tvořit jeden nebo více chovných párů. K hnízdění dochází od listopadu do ledna. Hnízdo je jednoduchá skulptura z rostlinných materiálů, samice do něj klade jedno až dvě vejce, přičemž v období rozmnožování může skupina stavět více hnízd, až pět. Na rozdíl od jiných ptáků v oblasti může mesit Benschův hnízdit i během období sucha, kdy jako potravu využívá termity a larvy.

## Populace
Mezinárodní svaz ochrany přírody (IUCN) odhaduje v květnu 2021 velikost populace na 65 000 až 110 000 dospělých jedinců, čímž je mesit Benschův nejhnojnější ze všech druhů mesitů. Jeho populace nicméně klesají na základě postupujícího odlesňování a postupujícího lidského osídlení, dalšími ohrožujícími faktory je lov a predace ze stran psů a krys. IUCN druh vede jako zranitelný.